# Williston (Vermont)
Williston è una città degli Stati Uniti d'America, nella contea di Chittenden, nello Stato del Vermont. La popolazione era di 8.698 abitanti nel censimento del 2010.